# Tranzault

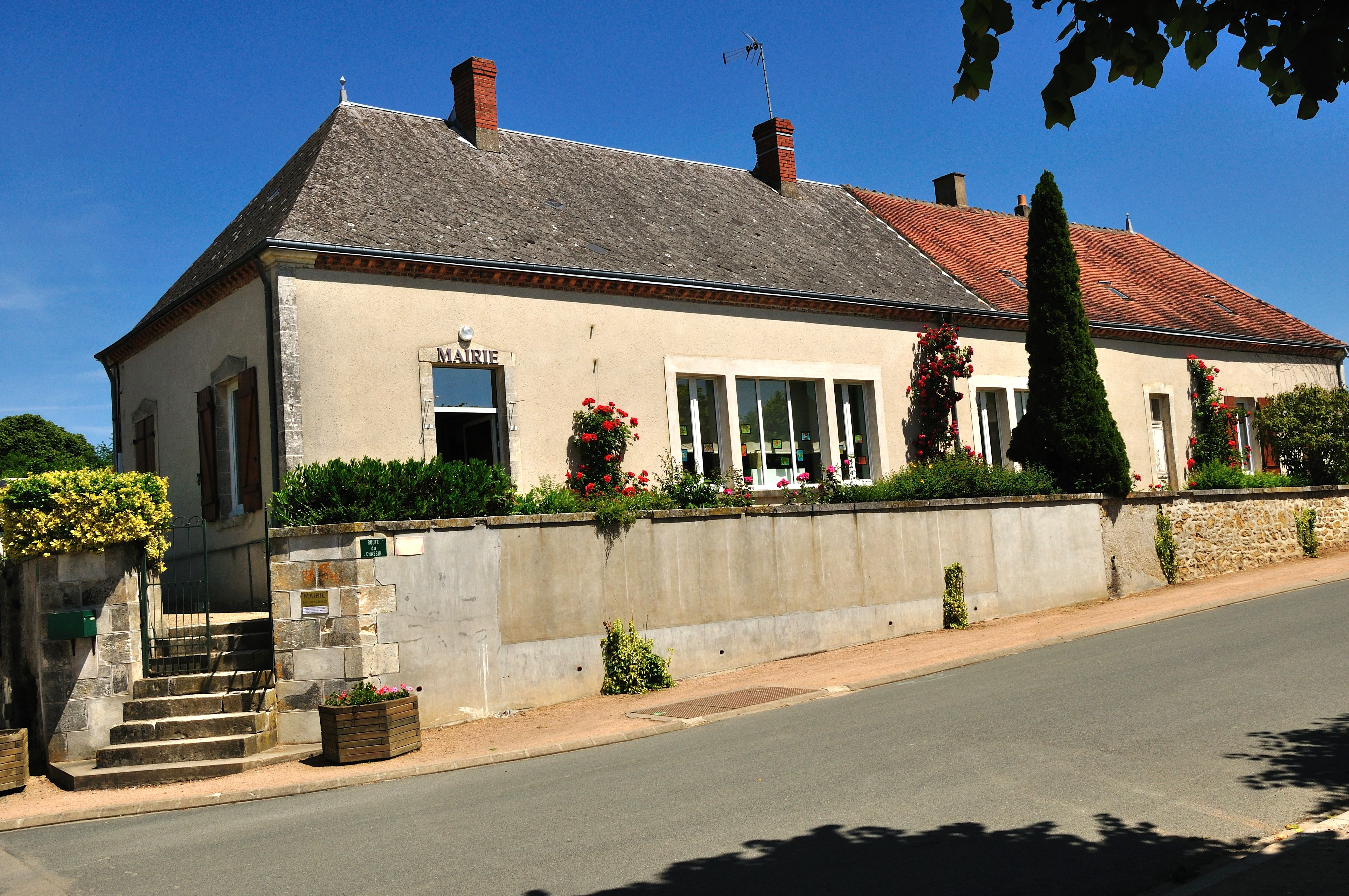
Gemeentehuis

Tranzault is een gemeente in het Franse departement Indre (regio Centre-Val de Loire) en telt 323 inwoners (1999). De plaats maakt deel uit van het arrondissement La Châtre.

## Geografie
De oppervlakte van Tranzault bedraagt 18,0 km², de bevolkingsdichtheid is 17,9 inwoners per km².
De onderstaande kaart toont de ligging van Tranzault met de belangrijkste infrastructuur en aangrenzende gemeenten.

## Demografie
Onderstaande figuur toont het verloop van het inwonertal (bron: INSEE-tellingen).